# Уэйт, Моррисон Ремик
Моррисон Ремик Уэйт (англ. Morrison Remick Waite; 29 ноября 1816 — 23 марта 1888) — американский политический и государственный деятель XIX века. Занимал должность 7-о председателя Верховного суда США (1874—1883).

## Ранняя жизнь и образование
Моррисон Ремик Уэйт родился 29 ноября 1816 года в Олд-Лайме, штат Коннектикут в семье адвоката Генри Матсона Уэйта и его жены Марии Селден. Его отец в период с 1834 по 1854 годы занимал должность судьи Верховного суда штата Коннектикут, а в 1854 году был назначен председателем данного суда. У Моррисона был брат Ричард, с которым он впоследствии стал занимался юридической практикой.
Уэйт посещал Академию Бэкона в Колчестере, штат Коннектикут, где одним из его одноклассников был Лайман Трамбал. Он закончил Йельский университет в 1837 году в классе с Сэмюэлем Дж. Тилденом, который в 1876 году был кандидатом в президенты США от демократической партии. Будучи студентом Йельского университета, Уэйт стал членом обществ «Череп и кости» и «Братья в единстве», а также был избран в общество Phi Beta Kappa в 1837 году. Вскоре после окончания учебы Уэйт стал работать в юридической фирме своего отца.
Впоследствии Уэйт переехал в Моми, штат Огайо, где стал изучать право в качестве ученика в офисе Сэмюэля Л. Янга. Он был принят в адвокатуру в 1839 году и начал практиковать со своим наставником. Юридическая фирма заняла видное место в сфере коммерческого и имущественного права. Уэйт также был избран на пост мэра города Моми, штат Огайо.

## Политическая и юридическая карьера
В 1850 году Уэйт и его семья переехали в Толедо, где открыл новый филиал своей юридической фирмы. Одним из его партнеров в Толедо был Джордж П. Эсти, человек из Нью-Гэмпшира, который служил генералом армии Союза во время Гражданской войны в США.
Уэйт был избран на срок в Сенат Огайо в 1849 году от партии вигов. Он также баллотировался в Сенат США, но проиграл. В середине 1850-х годов, выступая против рабства, Уэйт присоединился к молодой республиканской партии и помог организовать ее активную деятельность в своем родном штате.
В 1871 году Уэйт получил приглашение представлять в качестве советника по делу «Алабамы». В 1872 году он был единогласно избран председателем конституционного собрания штата Огайо 1873 года.

## Верховный суд
19 января 1874 года президент США Улисс Грант назначил Уэйта председателем Верховного суда США. Уэйт был неожиданным выбором на должность на данную должность. Грант предлагал эту должность другим четырем кандидатам, которые ответили отказом. Его неожиданное назначение также вызвало недовольство среди некоторых его коллег по суду, которые стремились занять центральное кресло, но не получили его.
За время работы Уэйт так и не стал значительной интеллектуальной силой в Верховном суде США, но его управленческие и социальные навыки, «особенно его хороший юмор и чуткость к другим, помогли ему сохранить удивительно гармоничный и продуктивный суд». За время пребывания Уэйта в должности суд вынес решение по 3470 делам. В вопросах регулирования экономической деятельности Уэйт поддерживал широкую национальную власть, заявив, что, по его мнению, федеральные торговые полномочия должны «идти в ногу с прогрессом страны». Во многих случаях главной темой его мнений был баланс между федеральными полномочиями и полномочиями штатов. Данные мнения оказывали влияние на формирование судебной практики даже в 20 веке. В делах, которые возникли в после Гражданской войны и в период Реконструкции Юга в части толкования поправок к Конституции США Уэйт поддержал общую тенденцию суда интерпретировать эти поправки в узком смысле.

## Смерть
Уэйт неожиданно скончался от пневмонии 23 марта 1888 года. Его смерть вызвала переполох в Вашингтоне, так как не было никаких намеков на то, что его болезнь серьёзна и опасна для здоровья. Газета The Washington Post посвятила всю свою первую полосу его кончине. Множество людей присоединились к трауру. За исключением судей Джозефа Брэдли и Стенли Мэтьюза, все судьи Верховного суда США сопровождали его тело в специальном поезде, который отправлялся в Толедо, штат Огайо. Он был захоронен под памятником на кладбище Вудлон, участок 42, у реки в Толедо, штат Огайо. Уэйт, у которого были финансовые трудности во время его службы, оставил очень маленькое поместье, которого было недостаточно для содержания его вдовы и дочерей. Члены коллегии адвокатов в Вашингтоне и Нью-Йорке собрали деньги для создания двух фондов в пользу членов семьи Уэйта.
28 марта 1888 года в здании Капитолия были проведена гражданская панихида по случаю смерти Моррисона Уэйта. На похоронах присутствовали президент США Гровер Кливленд, первая леди Фрэнсис Кливленд, члены Кабинета министров и коллеги-судьи Верховного суда.